# جواو أنطونيو
جواو أنطونيو (بالبرتغالية: João Antônio Ferreira Filho) هو كاتب وصحفي برازيلي، ولد في 27 يناير 1937 في ساو باولو في البرازيل، وتوفي في 31 أكتوبر 1996 في ريو دي جانيرو في البرازيل.